# (1782) Schneller
(1782) Schneller ist ein Asteroid des äußeren Hauptgürtels, der am 6. Oktober 1931 vom deutschen Astronomen Karl Wilhelm Reinmuth an der Landessternwarte Heidelberg-Königstuhl bei einer Helligkeit von 14,5 mag entdeckt wurde.
Der Asteroid wurde benannt in Erinnerung an Heribert Schneller (1901–1967), einen produktiven Beobachter veränderlicher Sterne, der an der Sternwarte Berlin-Babelsberg und später am Astrophysikalischen Observatorium in Potsdam arbeitete. Er veröffentlichte zahlreiche Kataloge und Referenzsammlungen über veränderliche Sterne.
Aufgrund seiner Bahneigenschaften wird (1782) Schneller zur Themis-Familie gezählt.

## Wissenschaftliche Auswertung
Eine Auswertung von Beobachtungen durch das Projekt NEOWISE im nahen Infrarot führte 2011 zu vorläufigen Werten für den Durchmesser und die Albedo im sichtbaren Bereich von 21,9 km bzw. 0,11.
Photometrische Beobachtungen des Asteroiden erfolgten vom 3. März bis 20. Juni 2001 an der Estación Astrofísica de Bosque Alegre (EABA) in Argentinien. Es gelang allerdings nicht, für (1782) Schneller eine Rotationsperiode zu bestimmen. Im Rahmen einer Durchmusterung mit der intermediate Palomar Transient Factory (iPTF) am Palomar-Observatorium in Kalifornien vom Oktober 2014 bis Februar 2015 konnte auch nur eine untere Grenze für die Rotationsperiode angegeben werden.
Aus photometrischen Daten des Asteroid Terrestrial-impact Last Alert System (ATLAS) aus dem Zeitraum 2015 bis 2018 konnte dann in einer Untersuchung von 2020 für (1782) Schneller eine Rotationsperiode von 11,717 h bestimmt werden. Eine weitere Untersuchung im gleichen Jahr bestätigte diesen Wert mit 11,716 h, darüber hinaus konnte eine taxonomische Zuordnung mit einer Wahrscheinlichkeit von 58 % für einen C-Typ und 42 % für einen S-Typ angegeben werden.
Aus den Daten von ATLAS konnte in einer Untersuchung von 2022 mit der Methode der konvexen Inversion noch einmal eine Rotationsperiode von 11,71722 h bestimmt werden. Im Jahr 2023 wurde aus photometrischen Messungen von Gaia DR3 erneut ein dreidimensionales Gestaltmodell des Asteroiden für eine Rotationsachse mit retrograder Rotation und einer Periode von 11,7173 h berechnet.

## Asteroidenpaar
(1782) Schneller bildet mit dem Asteroiden (1082) Pirola ein quasi-complanares Asteroidenpaar. Sie besitzen sehr ähnliche Bahnelemente und bewegen sich nahezu in der gleichen Bahnebene, allerdings sind ihre Apsidenlinien deutlich gegeneinander verdreht. (1782) Schneller besitzt eine geringfügig kürzere Umlaufzeit um die Sonne als (1082) Pirola, so dass er sie etwa alle 1350 Jahre überholt. Für einen Zeitraum von etwa 160 Jahren führen die beiden Asteroiden dann als Quasisatelliten eine Pendelbewegung umeinander aus, allerdings ohne gravitativ aneinander gebunden zu sein, bevor sie sich wieder voneinander entfernen. In den 1000 Jahren um die derzeitige Epoche herum kommen sich die beiden Körper aber nicht näher als etwa 1,7 Mio. km.